# Gustave Huberti
Léon Gustave Huberti (Brussel, 14 april 1843 – Schaarbeek, 28 juni 1910) was een Vlaams componist.
Hij was zoon van musicus Jules Joseph Edouard Huberti en Octavie Augustine Helene Dartevelle. Hijzelf was getrouwd met Louise Frederica Adolphine Staps.
Hij studeerde aan het Conservatorium van Brussel, waar hij in 1858 prijzen behaalde voor piano, orgel, harmonie en kamermuziek; in 1859 volgde een eerste prijs voor compositie. In 1865 won hij de prestigieuze Prix de Rome met zijn cantate La fille de Jephté, nadat hij twee jaar voordien, in 1863, een tweede prijs had behaald. Dankzij deze prijs kon hij drie jaar lang doorheen Italië en Duitsland reizen. Tijdens zijn loopbaan ging Huberti aan de slag als componist, muziekcriticus, pedagoog en inspecteur van de muziekeducatie van de stedelijke scholen van Antwerpen. Ook was hij directeur van de muziekacademies van Bergen en Sint-Joost-ten-Node en gaf hij harmonieleer aan het Brusselse Conservatorium. Hij dirigeerde eveneens het Grisar-koor en maakte deel uit van de muzikale organisatie van de Wereldtentoonstelling van 1885.
Rond het jaar 1876 werd Huberti aangesteld als eerste dirigent bij het Grand Théâtre te Gent en werd hij professor harmonie en contrapunt aan het Antwerpse Conservatorium. In 1884 kreeg hij het leiderschap over de Gentse opera in handen.
Ondanks zijn Waalse afkomst was Huberti een groot aanhanger van Peter Benoit en diens Vlaamse school. Huberti’s oeuvre bevat oratoria (Een laatste zonnestraal en Kinderlust en leed), liederen, koorwerken, composities voor piano, kindermuziek en symfonische werken (Bloemardinne, De dood van Willem van Oranje, Treursymfonie). Van zijn hand verscheen in 1873 Histoire de la musique religieuse des Italiens et des Neerlandais. Zijn Chanson de mai werd op 30 augustus 1906 uitgevoerd in de Londense Promsconcertreeks. De componist was een groot bewonderaar van Robert Schumann, Hector Berlioz en vooral van Richard Wagner. Hij was ridder in de Leopoldsorde; Schaarbeek heeft een Gustave Hubertistraat.

## Discografie
- Robert Holl, Jozef De Beenhouwer – selectie liederen uit Wanderlieder (1868) komt voor op In Flanders' Fields, vol.88 (Phaedra - PH92088, 2015)
- Liesbeth Devos, Werner Van Mechelen, Jozef De Beenhouwer – Gustave Huberti: Art Songs (Antarctica Records - AR 070, 2025)

- Gemeinsame Normdatei: 117032727
- International Standard Name Identifier: 0000 0000 8210 7717
- Library of Congress Control Number: no97068009
- MusicBrainz: f2bef2b1-f78e-4627-ac49-830cedbba478
- Nederlandse Thesaurus van Auteursnamen: 070090742
- Virtual International Authority File: 27837911
- WorldCat: E39PBJcBWxypTPhKbWRmTCfXh3